# Маньчжурський імперський флот

Військовий прапор Маньчжурії, який також використовувався як військово-морський

Військово-морський флот Маньчжурії (пін. Jiāngshàng Jūn) був військово-морським флотом японської маріонеткової держави Маньчжурії. 
Оскільки південною частиною півострова Ляодун, а саме орендованою територією Квантун керувала Японія, Маньчжурія залишилася з дуже короткою ділянкою узбережжя. Керівництво японської Квантунської армії вважало непріоритетним розвиток військово-морського флоту Маньчжурії з військової точки зору, водночас було політично бажано створити хоча б номінальні військово-морські сили як символ легітимності нового режиму.

## Історія
Вторгнення Імператорської японської армії в Маньчжурію 1931 року проводилося під супроводом загону Імперського японського флоту, який забезпечував оборону берегів. Однак головною військово-морською вимогою до Маньчжурії був захист її розгалуженої річкової системи, прикордонної з Радянським Союзом. Одразу після маньчжурського інциденту 1931 року віцеміністр ВМС Північно-Східного флоту Гоміньдану Шень Хун-Лей і командир флоту Сісен Кунг-че покинули свої посади. Місцевий командир Гоміньдану капітан Інь Цзі-Чьєн зустрівся з представниками японських військ і погодився передати свою флотилію з п'яти річкових канонерок Імператорському флоту Японії в Харбіні 15 лютого 1932 року. Ця флотилія сформувала ядро флоту оборони річки Сунгарі (江防 艦隊) держави Маньчжурія. 
Імперський військово-морський флот у Маньчжурії був створений 15 квітня 1932 р. проголошенням імператора Пу Йі «Закону про збройні сили Маньчжурії». Імператор також взяв на себе роль верховного командувача. Флагманом флоту був есмінець Хай Вей, колишній «Каші» Імперського флоту Японії. Однак берегова оборона Маньчжурії здійснювалася переважно 3-тім Китайським (Північним) флотом ВМС Японії. 
Річковий флот оборони Маньчжурії активно діяв на річках Сунгарі, Амур та Уссурі з 1933 р., отримавши додаткові канонерські човни з Японії. Однак він виявився безнадійним у боротьбі з повстанцями, тому японці розпочали численні навчальні програми задля підвищення спроможності флоту. Японські офіцери резерву та звільнені в запас були направлені на флотилію Сунгарі, а курсанти з Маньжурії навчалися навігації та застосуванню артилерії в Імператорській академії японського флоту. 
У листопаді 1938 р. підрозділи Імперського флоту Японії були виведені з Маньчжурії, нібито через те, що рівень підготовки Імперського флоту країни підвищився до прийнятного. Але реальною причиною був тривалий політичний конфлікт між японською армією та військово-морським флотом за контроль над Маньчжурією. Вже через рік Військово-морський флот перейшов під контроль Імператорської армії Маньчжурії і був перейменований у Річкові сили (江上軍). 
У 1942 р. більшість японського персоналу, який ще продовжував служити у річкових силах, також була відкликана. Оскільки половина офіцерського складу цих була японською, спроможність та ефективність флотилії значно знизилася. Багато кораблів втратили боєздатність, а їхні зенітні гармати знімали та використовували в наземних операціях. На час вторгнення Радянського Союзу в Маньчжурію річкові сили були зовсім не готові до бою і розпалися, не наваживишись вступити в бій зі значно потужнішими радянськими силами.

## Структура Імперських військово-морських сил Маньчжурії

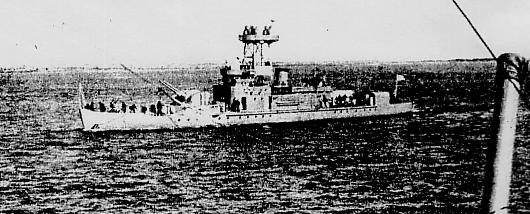
Корабель Імперських ВМС Маньчжурії

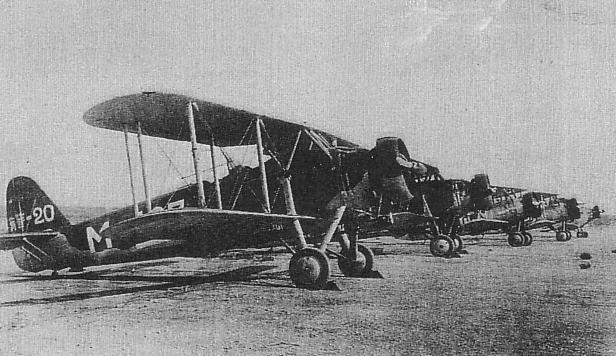
Aichi D1A Імператорського флоту Маньчжурії

### Сили берегової оборони
- Штаб-квартира: Військово-морська база Ньючванг
- Вторинна база: морська база Hulutao 
  - Флагман: DD Hai Wei
- 2-гий патрульний дивізон (море):
  - Hai Lung
  - Хай Фен
  - Лі Суй
  - Лін Чі
- 3-тій патрульний дивізон (море):
  - Куан Нін
  - Куан Цзин
  - Chian Tung
- 4-тий патрульний дивізон (море):
  - Хай Куанг
  - Хай Джуй
  - Хай Юнг
  - Хай Хуа
- 5-тий патрульний дивізон (море):
  - Daichii
  - Кайхен
  - Кайні
  - Ta Tung
  - Лі Мін

### Річкова флотилія Маньчжурії
- Бази Їнкоу та Антунг, Фентянь;
- 1-й патрульний дивізіон (річка Сунгарі);
- Флотилія річки Сунгарі експлуатувала бронеавтомобілі на замерзлих річках під час зими, коли канонерські човни не могли діяти.

## Берегові підроздли Імперського флоту Маньчжурії
Сухопутні підрозділи Військово-морського флоту Маньчжурії були сформовані з японських та маньчжурських членів екіпажів, а також з військово-морської поліції безпеки Маньчжурії. Їм доручили патрулювання портів і військово-морських баз, а також охорону дамб. Організовані в два підрозділи по 500 чоловік у кожному, вони були озброєні легкою зброєю та кулеметами. 